# Comuna de Białopole
Białopole (polaco: Gmina Białopole) é uma gminy (comuna) na Polónia, na voivodia de Lublin e no condado de Chełmski. A sede do condado é a cidade de Białopole.
De acordo com os censos de 2004, a comuna tem 3270 habitantes, com uma densidade 31,6 hab/km².

## Área
Estende-se por uma área de 103,57 km², incluindo:
- área agricola: 60%
- área florestal: 35%

## Demografia
Dados de 30 de Junho 2004:
|                      | Total   | Total | Mulheres | Mulheres | Homens  | Homens |
| -------------------- | ------- | ----- | -------- | -------- | ------- | ------ |
|                      | pessoas | %     | pessoas  | %        | pessoas | %      |
| População            | 3270    | 100   | 1599     | 48,9     | 1671    | 51,1   |
| Densidade (pop./km²) | 31,6    | 100   | 15,4     | 15,4     | 16,1    | 16,1   |

De acordo com dados de 2002, o rendimento médio per capita ascendia a 1375,86 zł.

## Comunas vizinhas
- Dubienka, Horodło, Hrubieszów, Uchanie, Wojsławice, Żmudź,